# Monika Stankiewicz
Monika Stankiewicz (* 24. Oktober 2006) ist eine  polnische Tennisspielerin.

## Karriere
Stankiewicz spielt bislang vor allem Turniere der ITF Women’s World Tennis Tour, wo sie bisher je einen Titel im Einzel und Doppel gewann.

## Turniersiege

### Einzel
| Nr. | Datum            | Turnier | Kategorie | Belag     | Finalgegnerin | Ergebnis  |
| --- | ---------------- | ------- | --------- | --------- | ------------- | --------- |
| 1.  | 20. Oktober 2024 | Faro    | ITF W35   | Hartplatz | Matilde Jorge | 7:63, 6:3 |

### Doppel
| Nr. | Datum        | Turnier  | Kategorie | Belag | Partnerin            | Finalgegnerinnen                         | Ergebnis   |
| --- | ------------ | -------- | --------- | ----- | -------------------- | ---------------------------------------- | ---------- |
| 1.  | 17. Mai 2025 | Bukarest | ITF W15   | Sand  | Maia Ilinca Burcescu | Karola Patricia Bejenaru Laura Svatíková | ohne Spiel |